# Revolver
Revolver (с англ. — «Револьвер») — седьмой студийный альбом рок-группы The Beatles, выпущенный 5 августа 1966 года.
В хронологии американских изданий, подготавливаемых компанией Capitol Records, Revolver был одиннадцатой пластинкой группы, изданной в США 8 августа 1966 года. В американское издание не вошли песни «I’m Only Sleeping», «And Your Bird Can Sing» и «Dr. Robert», уже выпущенные 20 июня 1966 года в альбоме Yesterday and Today. Одновременно с пластинкой Revolver в продажу поступил сингл «Yellow Submarine» / «Eleanor Rigby».
Группа приступила к студийной работе 6 апреля, начав с записи песни «Tomorrow Never Knows». Последней для альбома Revolver была создана «She Said, She Said». Все композиции записывались в студии Эбби Роуд в Лондоне. Музыкальным продюсером и звукорежиссёром, как и в предыдущих работах The Beatles, был Джордж Мартин, а новым звукооператором стал Джефф Эмерик. К записи нескольких песен были привлечены сторонние музыканты: струнный ансамбль для музыкального сопровождения «Eleanor Rigby»; Анил Бхагват, сыгравший на барабанах табла для песни «Love You To»; валторнист Алан Сивил, принявший участие в записи «For No One»; трое трубачей и двое саксофонистов для исполнения партии духовых инструментов в песне «Got to Get You into My Life».
Вскоре после августовского релиза в 1966 году альбом возглавил хит-парады и удерживал первую позицию в течение семи недель в Великобритании и в течение шести недель в США. Критиками было отмечено новаторство The Beatles: новые методы звукозаписи, эксперименты с музыкальными стилями, расширение тематики текстов песен. Revolver с заметным постоянством зачислялся во всевозможные списки лучших записей XX века, претерпел множество переизданий, на песни из этого альбома создано более 270 кавер-версий. По данным Американской ассоциации звукозаписывающих компаний альбом неоднократно сертифицирован как мультиплатиновый.

## Запись

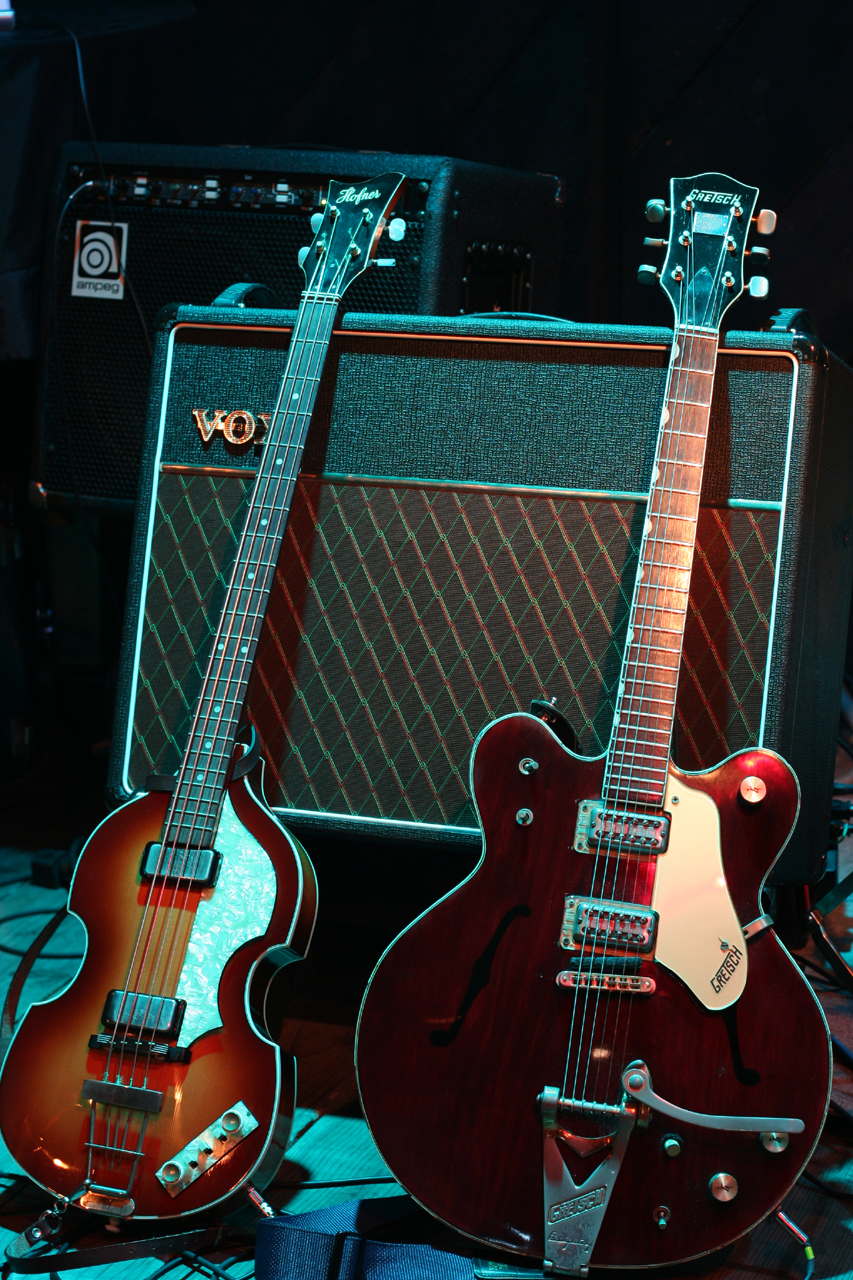
Бас-гитара Пола Маккартни (слева) и гитара Джорджа Харрисона (справа).

По сложившейся практике «турне — фильм — запись — турне» участникам коллектива предстояло в начале 1966 года приступить к работе над новым фильмом, но они никак не приходили к согласию насчёт сюжета и даже темы картины. В итоге было решено нарушить устоявшийся график, работа над предполагаемым фильмом так и не была начата.
Завершив своё британское турне, группа с апреля 1966 года погрузилась в студийную работу над новым альбомом. Запись материала длилась почти три месяца — с 6 апреля по 22 июня. Как и прежде, музыканты работали в студии «Эбби Роуд» в Лондоне — хотя, по словам Пола Маккартни, альбом сначала собирались записывать в Америке, но предлагаемые цены за аренду и оборудование были «фантастическими», к тому же срок их контракта с звукозаписывающей компанией EMI истекал лишь в июне 1966 года.

### Музыканты
Кроме песен, написанных в соавторстве Джоном и Полом, в альбоме представлены три новые композиции Джорджа Харрисона, а Ринго Старру было доверено спеть песню «Yellow Submarine», написанную специально для него. За звукозапись отвечали продюсер Джордж Мартин и звукооператор Джефф Эмерик. Помимо основных участников группы для записи отдельных композиций были приглашены профессиональные музыканты: струнный ансамбль для музыкального сопровождения «Eleanor Rigby»; Анил Бхагват, сыгравший на барабанах табла для песни «Love You To»; валторнист Алан Сивил, принявший участие в записи «For No One»; трое трубачей и двое саксофонистов для исполнения партии духовых инструментов в песне «Got to Get You into My Life». К тому же в записи припева «Yellow Submarine» приняли участие: концертный менеджер группы Нил Эспинолл, его помощник Мэл Эванс, продюсер Джордж Мартин, Донован, Патти Харрисон, звукооператор Джефф Эмерик, Брайан Джонс, Марианна Фэйтфулл и шофёр Альф Биккнелл.

### Музыкальные инструменты

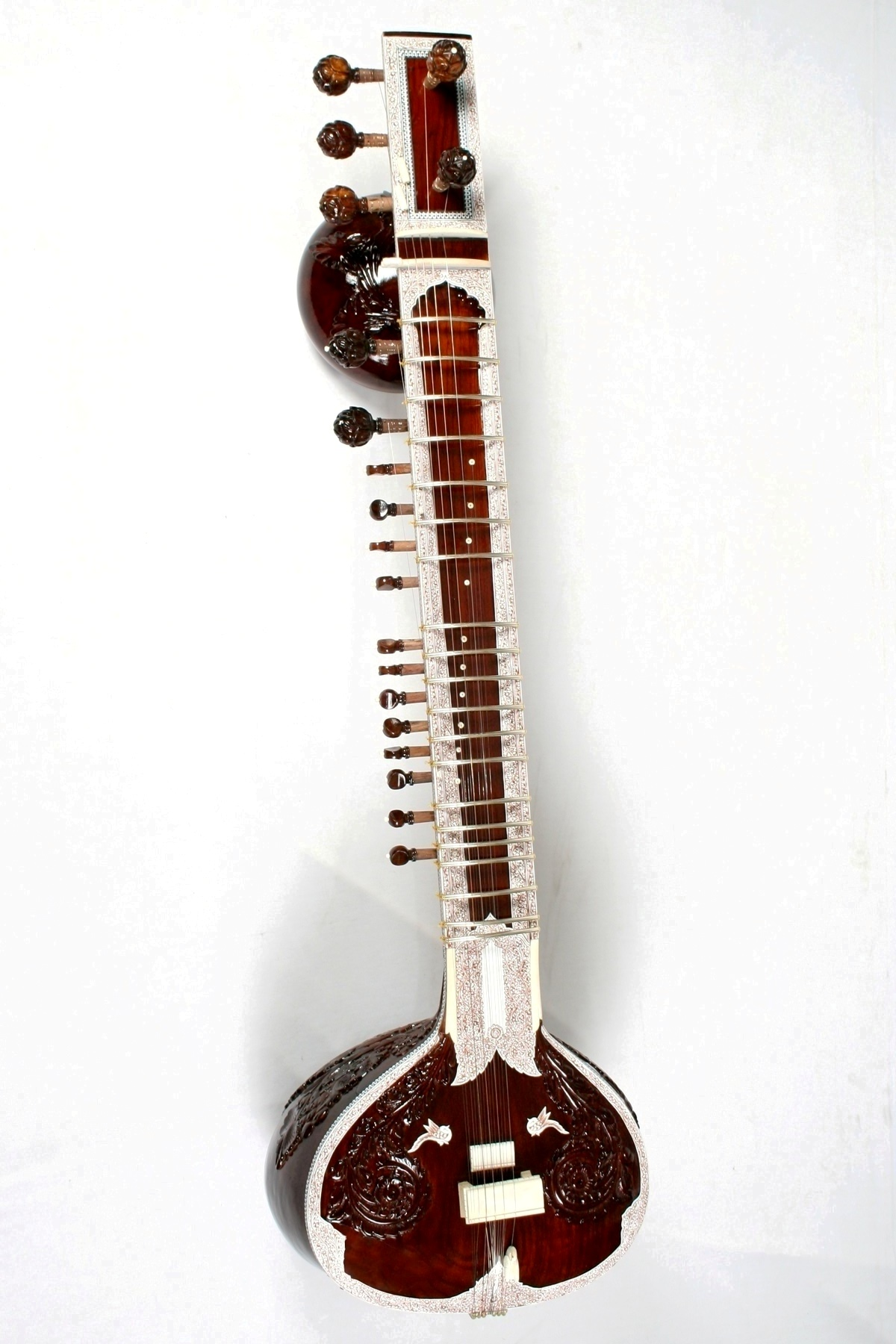
Ситар

Помимо основных для группы гитары, бас-гитары и ударной установки также использовались струнные, духовые и другие инструменты. Из перкуссии не раз применялись в записи нескольких композиций бубен и маракасы. В песне «Taxman» можно услышать сенсерро. В записи «Love You To» Джордж Харрисон играет на ситаре, который был им впервые использован ещё в работе над «Norwegian Wood» для альбома Rubber Soul. Помимо ситара, в записи звучат индийские барабаны табла.
Наибольшее инструментальное разнообразие характерно для песен Пола Маккартни. Для «Got to Get You into My Life» он пожелал записать партию духовых музыкальных инструментов, и продюсер пригласил троих трубачей и двоих саксофонистов. В той же песне «Got to Get You into My Life» звучит орган Хаммонда, на котором сыграл Джордж Мартин. Для записи «Eleanor Rigby» пришлось нанять струнный ансамбль. А в песне «For No One» Полу хотелось, чтобы звучала валторна, что и было осуществлено. Кроме валторны была записана партия фортепиано, на котором играл сам Маккартни. Для «Good Day Sunshine» на фортепиано играл Джордж Мартин.

### Инновации звукозаписи
Во время работы над альбомом были применены четыре основных инновации в области звукозаписи:
- Впервые при записи был использован метод «искусственного наложения» голоса (англ. ADT — artificial double tracking), изобретённый звукоинженером компании EMI Кеном Таунсендом в апреле 1966 года. Суть приёма заключалась в том, чтобы накладывать две дорожки с одной и той же вокальной партией, не записывая её дважды. Описанный метод, к примеру, был использован для записи вокала Джона Леннона в первой половине песни «Tomorrow Never Knows».
- Вторым ключевым моментом было использование процесса записи звука в обратном направлении. Этот приём впервые был использован при записи песни «Rain» 14 апреля 1966 года, которая была издана в качестве двухстороннего сингла «Paperback Writer» / «Rain». В работе над альбомом Revolver этот приём был использован в композициях «I’m Only Sleeping» и «Tomorrow Never Knows».
- Третьей инновацией стало использование склеенных в кольца магнитофонных лент (англ. Tape loop) с записанными звуками. Идея была предложена Полом Маккартни, который почерпнул её из произведений немецкого композитора Карлхайнца Штокхаузена. В работе над «Tomorrow Never Knows» применялись пять подобных колец: первое с записью криков и смеха Пола Маккартни; второе с оркестровым аккордом си-бемоль мажор; третье со звуками флейты, извлечёнными при помощи меллотрона; четвёртое со звуками скрипок, извлечёнными при помощи меллотрона; пятое с искажённым звуком ситара. Подобным методом позже добавили гитарное соло Пола Маккартни, записанное для песни «Taxman». Соло было перевёрнуто в обратном направлении и замедлено.
- Четвёртой особенностью была технология записи вокала при помощи Лесли-спикера с вращающимся динамиком. Подобный приём обеспечивал пульсирующее звучание. Этот метод был использован для записи вокала Джона Леннона во второй половине песни «Tomorrow Never Knows».

### Хронология
Апрель

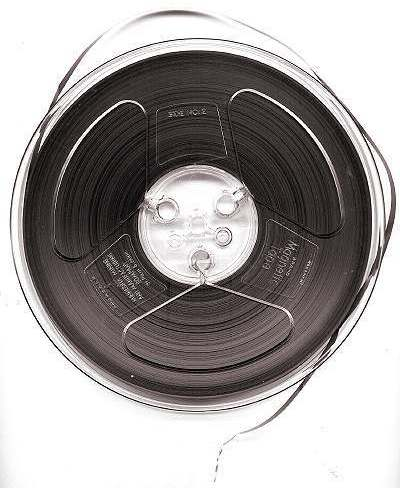
7-дюймовая катушка с ¼-дюймовой лентой, которая была использована Полом Маккартни для создания звуковых эффектов и лупов в песне «Tomorrow Never Knows»

- 6 апреля — запись трёх дублей ритм-трека для песни «Tomorrow Never Knows» под рабочим названием «Mark I». Первый дубль был позже издан в 1996 году в составе сборника Anthology 2. Второй дубль был неполным, а третий лёг в основу официальной версии[13].
- 7 апреля — в ходе пятичасовой студийной сессии музыканты добавляли звуковые эффекты и лупы к выбранному в качестве основного третьему дублю песни «Tomorrow Never Knows»[13]. В этот же день началась запись «Got to Get You into My Life»[14].
- 8 апреля — завершена работа над ритм-треком песни «Got to Get You into My Life»[14].
- 11 апреля — наложение гитарной партии на ритм-трек «Got to Get You into My Life»[14]. Начало работы над песней «Love You To». Во время записи первого дубля Джордж Харрисон пел аккомпанируя себе на акустической гитаре, а Пол Маккартни исполнял партию бэк-вокала. Третьим дублем записали ситар, который также был использован в шестом дубле, когда записывали барабаны табла, бас-гитару и фузз-гитару[15].
- 13 апреля — завершение работы над «Love You To». Джордж добавил вокал, Ринго записал партию бубна[15].
- 17 апреля — начало работы над песней «Dr. Robert». Записаны 7 дублей ритм-трека, партии маракасов, фисгармонии и фортепиано[16].
- 19 апреля — окончание записи «Dr. Robert». Наложение вокальной партии Джона Леннона[16].
- 20 апреля — начало работы над песней «And Your Bird Can Sing». Записаны два дубля ритм-трека. Затем были добавлены вокал Джона Леннона, бэк-вокал Пола и Джорджа, записи бубна и партия бас-гитары. Записанная версия была отвергнута, её можно услышать на сборнике Anthology 2[17]. В этот же день началась работа над песней Джорджа Харрисона «Taxman». Записаны четыре пробных дубля[18].
- 21 апреля — продолжение работы над «Taxman». Записаны 11 дублей, 10 из которых — ритм-трек[18].
- 22 апреля — завершение работы над «Tomorrow Never Knows». Наложение партии ситара, записанной Джорджем Харрисоном и наложение вокала Джона Леннона, записанного с использованием Лесли-спикера[13]. Для песни «Taxman» Ринго Старр записал партию сенсерро.[18]
- 26 апреля — повторная запись ритм-трека песни «And Your Bird Can Sing». Из тринадцати дублей был выбран десятый. На него наложили уже записанные партии вокала и остальных инструментов[17].
- 27 апреля — начало работы над «I’m Only Sleeping». Записаны 11 дублей ритм-трека[19].
- 28 апреля — начало работы над «Eleanor Rigby». Записаны 14 дублей в исполнении приглашённого струнного ансамбля. Затем был записан вокал Пола Маккартни[20].
- 29 апреля — запись вокала Джона Леннона для песни «I’m Only Sleeping»[19]. Запись вокала Пола Маккартни, и бэк-вокала в исполнении Леннона и Харрисона для песни «Eleanor Rigby»[20].

Май

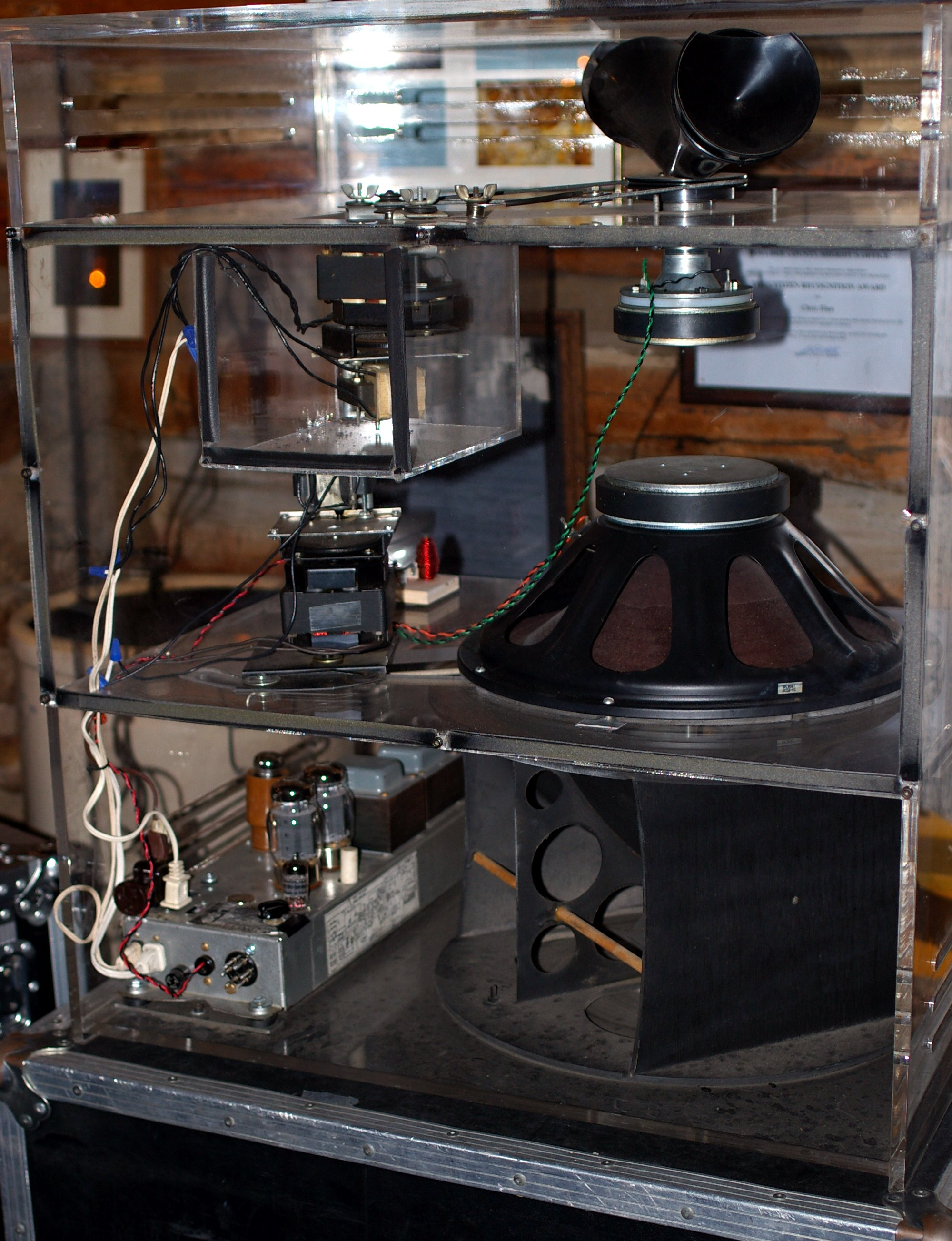
Лесли-спикер, использовавшийся в записи «Tomorrow Never Knows»

- 5 мая — в течение пятичасовой ночной сессии Джордж Харрисон записал гитарное соло для песни «I’m Only Sleeping», которое звучит в песне в обратном порядке по задумке музыкантов. Один из двух дублей был записан с применением фузз-эффекта[19].
- 6 мая — завершение работы над «I’m Only Sleeping». Запись бэк-вокала Леннона, Маккартни и Харрисона[19].
- 9 мая — начало работы над песней «For No One». Записаны десять дублей ритм-трека: Пол Маккартни играл на фортепиано, а Ринго Старр на ударной установке. В последнюю очередь записали клавикорд и перкуссию[21].
- 16 мая — продолжение работы над «For No One». Добавление вокала Пола Маккартни[21]. Добавлен отсчёт в начале песни «Taxman» и трек сведён в моно-версию[18].
- 18 мая — работа над песней «Got to Get You into My Life». Добавление партии медных духовых музыкальных инструментов, вокала, бэк-вокала и гитарного соло[14].
- 19 мая — запись партии валторны при участии Алана Сивила для песни «For No One»[21].
- 26 мая — начало работы над «Yellow Submarine». The Beatles потратили почти три часа, репетируя песню, а затем записали четыре дубля. Затем были записаны вокал Ринго Старра и бэк-вокал[22].

Июнь
- 1 июня — продолжение работы над «Yellow Submarine». Наложение звуковых эффектов[22].
- 2 июня — начало работы над песней «I Want to Tell You». Записаны пять дублей ритм-трека, включая фортепиано, ударные и гитары. Третий дубль оказался лучшим и на него наложили вокал Джорджа Харрисона, бэк-вокал Джона и Пола, записи бубна, маракасов, хлопки и ещё фортепиано[23].
- 3 июня — продолжение записи «I Want to Tell You». Наложение партии бас-гитары, так как Пол играл на фортепиано во время записи ритм-трека[23].
- 6 июня — завершение работы над «Eleanor Rigby». Пол Маккартни записал ещё одну вокальную партию для песни[20].
- 8 июня — начало работы над «Good Day Sunshine». The Beatles много раз репетировали, прежде чем записать ритм-трек — бас-гитару, фортепиано и ударные — в три дубля. Первый дубль оказался лучшим и на него наложили вокал Пола и бэк-вокал Джона и Джорджа[24].
- 9 июня — продолжение работы над «Good Day Sunshine». Ринго записал ещё ударных, Джордж Мартин сыграл своё соло на фортепиано, затем добавили ещё бэк-вокала и хлопки в ладоши[24].
- 14 июня — начало работы над песней «Here, There and Everywhere». Записаны четыре дубля, из которых лишь последний был завершён. В тот же день были записаны партии гармонического вокала при участии Пола Маккартни, Джона Леннона и Джорджа Харрисона[25].
- 16 июня — продолжение работы над «Here, There and Everywhere». Запись ритм-трека. Общее число дублей доведено до тринадцати. Последний дубль признан наилучшим и на него наложили партии гармонического вокала, основной вокал Пола и запись бас-гитары[25].
- 17 июня — завершение работы над «Got to Get You into My Life». Финальное наложение гитарной партии[14]. Завершение работы над «Here, There And Everywhere»: проведено двойное наложение вокала Пола Маккартни[25].
- 21 июня — работа над песней «She Said, She Said». В течение девятичасовой сессии музыканты отрепетировали песню более 25 раз, а затем записали три дубля ритм-трека. Из них был выбран третий, к которому добавили вокал Джона Леннона, бэк-вокал Джона и Джорджа, дополнительную партию гитары и запись органа Хаммонда, на котором сыграл Леннон. Пол Маккартни в записи не участвовал.[26] Добавлено гитарное соло Пола Маккартни в песню «Taxman», записанное ещё 21 апреля[18].

## Информация об альбоме

### Название
Как отмечает биограф Барри Майлс в книге Many Years From Now, «Revolver означает не оружие, а нечто, что вращается, как пластинка» (англ. Revolver did not mean a gun, but something that revolves, like a record). Первоначально планировалось дать новой записи название Abracadabra. В той же книге Many Years From Now рассказывается, что 24 июня 1966 года, во время обсуждения названия нового альбома, высказывались предложения озаглавить пластинку Pendulums, Fat Man или Bobby. Ринго предлагал название After Geography, Джон — Beatles on Safari, а Пол — Magic Circle. Несмотря на все предложения, в итоге альбом был назван Revolver.

### Оформление обложки
Revolver был вторым альбомом после Rubber Soul, на обложке которого отсутствовало название группы. Оформление доверили Клаусу Форману — художнику, участнику группы Manfred Mann, с которым участники The Beatles познакомились ещё в начале своей карьеры, во время выступлений в Гамбурге. Обложка представляет собой композицию из нарисованных ручкой портретов Пола Маккартни, Джона Леннона, Джорджа Харрисона и Ринго Старра. Между изображениями их лиц находится коллаж, созданный из вырезок фотографий The Beatles, отснятых ранее Робертом Фриманом и Робертом Уитакером, который также работал в качестве фотографа при создании обложек для ранних записей группы. За работу Форману заплатили 40 фунтов стерлингов.
В 1967 году обложка была удостоена премии «Грэмми» в номинации «Лучшая обложка альбома, графическая работа» (Best Album Cover, Graphic Arts).
В 2011 году обложка альбома заняла 31-е место в списке лучших обложек альбомов всех времён по мнению читателей интернет-издания Music Radar.

### Тема наркотиков
Отмечается, что некоторые композиции альбома Revolver могли быть созданы под впечатлением от приёма наркотиков, таких как марихуана или ЛСД. В песне «Dr. Robert», к примеру, наблюдается первое откровенное упоминание о наркотиках, которое осталось незамеченным во время релиза альбома. Текст песни «Tomorrow Never Knows» Джон Леннон написал после прочтения им книги «Психоделический эксперимент» Тимоти Лири, Ричарда Олперта и Ральфа Мецнера, основанной на тексте «Тибетской книги мёртвых». На написание «She Said, She Said» Леннона вдохновил разговор с киноактёром Питером Фондой, состоявшийся во время ЛСД-трипа в августе 1965 года, когда The Beatles посещали США в рамках концертного тура. Сам Пол Маккартни позже признался, что написанная им «Got to Get You into My Life» была «одой марихуане».
Участники группы впоследствии не отрицали факт приёма ими определённых наркотических веществ, но и старались не привлекать к этому внимание в те годы. Психоделические опыты начались ещё во времена первых изматывающих концертов The Beatles в Гамбурге. Джон Леннон и Джордж Харрисон впервые попробовали ЛСД в 1965 году. Вероятно, полученный опыт сказывался на творческой эволюции группы в направлении психоделии, о чём свидетельствует вышедший вслед за альбомом Revolver сингл «Strawberry Fields Forever» / «Penny Lane». После выхода следующего альбома Sgt. Pepper’s Lonely Hearts Club Band некоторые из песен даже подверглись цензуре в связи с подозрениями в пропаганде наркотиков.

### Музыкальный жанр
Как сказал Джон Робертсон в своей книге «Полный путеводитель по музыке The Beatles», «Revolver показал, что The Beatles могут браться поистине за любой музыкальный жанр». Подобное высказывание связано с экспериментальным характером некоторых композиций. Во всех песнях, написанных преимущественно Джоном Ленноном, критиками отмечается наркотическая подоплёка. К примеру, Ричи Унтербергер в своей публикации на сайте Allmusic назвал «Tomorrow Never Knows» «самым экспериментальным и психоделическим треком альбома Revolver» (англ. the most experimental and psychedelic track on Revolver). Музыкальные жанры психоделический рок и британская психоделия указаны среди прочих на странице, посвящённой альбому на том же сайте Allmusic.
Пол Маккартни продолжил жанровые эксперименты и записал «Got to Get You into My Life» в стиле псевдо-соула. Джон Робертсон пишет, что «выразив в названии альбома Rubber Soul желание белых музыкантов играть негритянскую музыку, Пол Маккартни всё же не преминул пройтись по популярному в 1966 году направлению соул, написав эту замечательную композицию в стиле „псевдостакс“ и добавив финальные штрихи в виде медной группы из пяти музыкантов». Свой вклад в стилевое разнообразие альбома внёс и Джордж Харрисон. Записанная им «Love You To» считается одной из первых композиций, исполненных в жанре рага-рока, зарождавшегося в середине 1960-х годов.
Почти через пять месяцев после того, как «Битлз» записали финальные вокалы для очаровательной «I’m Looking Through You», музыканты вернулись в студию, чтобы создать трёхминутную композицию, которая повествовала о смерти индивидуального сознания и триумфе вселенского духа за гранью бытия. Что же случилось в период между ноябрём 65-го и апрелем 66-го?

### Тематика песен
Экспериментируя со стилями, The Beatles уделяли внимание не только звучанию. Существенно разнообразилась и тематика песен. Джордж Харрисон выступил с социально-политической сатирой в композиции «Taxman». В другой своей песне «Love You To» Харрисон использовал переводы буддийских духовных трактатов, которые читал в ту пору. В альбоме Revolver отмечается расцвет сочинительского творчества Пола Маккартни. В одной из своих лучших песен «Eleanor Rigby» он затрагивает тему одиночества. Джон Леннон написал текст «Tomorrow Never Knows» по мотивам книги «Психоделический эксперимент» Тимоти Лири, Ричарда Олперта и Ральфа Мецнера, основанной в свою очередь на тексте «Тибетской книги мёртвых». А известная песня «Yellow Submarine» повествует о жизни внутри жёлтой подводной лодки.

## Композиции

### Первая сторона
«Taxman» (с англ. — «Сборщик налогов») — песня Джорджа Харрисона, записанная 21, 22 апреля и 16 мая 1966 года. Текст о сборщике налогов Джордж написал, ссылаясь на подоходный налог, который, по его мнению, отнимал значительную часть их заработков. Джон Леннон неохотно согласился помочь Харрисону с текстом, ему принадлежат строчки, в которых упоминаются премьер-министр Гарольд Вильсон и лидер оппозиции Эдвард Хит. Впервые кто-либо из живущих людей был назван в песне The Beatles.

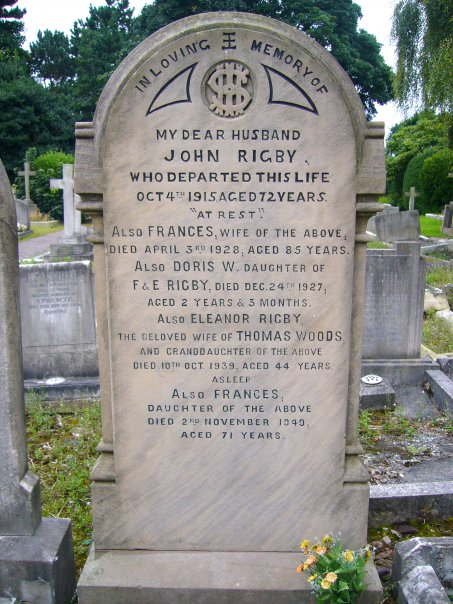
Надгробие могилы, где похоронена реальная Элеанор Ригби

«Eleanor Rigby» (с англ. — «Элинор Ригби») — песня дуэта Леннон — Маккартни, записанная 28, 29 апреля и 6 июня 1966 года. Как говорит Пол Маккартни: «Я сочинял её сидя за фортепьяно, просто отбивая ритм на аккорде ми минор в качестве сопровождения и пытаясь придумать мелодию» (англ. I wrote it at the piano, just vamping an E minor chord; letting that stay as a vamp and putting a melody over it). Название появилось не сразу. Сначала Пол обдумывал имя «Дейзи Хокинс» (англ. Miss Daisy Hawkins), но оно ему показалось недостаточно реалистичным. Позднее фамилия «Ригби» была заимствована с магазинной вывески в Бристоле — «Rigby & Evens Ltd, Wine & Spirit Shippers», на которую Маккартни обратил внимание, когда навещал свою подругу Джейн Эшер. Имя «Элинор» принадлежало актрисе Элинор Брон, которая участвовала в съёмках фильма «На помощь!».
Текст песни, по словам Пола Маккартни, был написан преимущественно им самим. Джон Леннон в 1980 году говорил обратное и приписывал своему авторству порядка 70 % текста песни. Хотя, как отмечал Джон, идея скрипичного сопровождения принадлежала Полу, которого в своё время познакомила с музыкой Вивальди подруга Джейн Эшер. На выбор музыкального сопровождения песни оказала влияние также музыка Бернарда Херрмана из фильма Франсуа Трюффо «451 градус по Фаренгейту». Музыкальное сопровождение было возложено исключительно на приглашённый струнный ансамбль. Пол исполнял песню, а Джон Леннон и Джордж Харрисон записали партии бэк-вокала. Ринго Старр в записи песни не участвовал.
Известен факт, что реальная женщина с именем Элинор Ригби родилась в 1895 году и жила в Ливерпуле, где вышла замуж за человека по имени Томас Вудс. Она скончалась 10 октября 1939 года в возрасте 44 лет и была похоронена рядом с её дедом Джоном Ригби, его женой Франческой и их дочерью Дорис.
«I’m Only Sleeping» (с англ. — «Я всего лишь сплю») — песня дуэта Леннон — Маккартни. Запись проходила 27, 29 апреля и 5, 6 мая 1966 года. Вероятно, к написанию текста Джона Леннона подтолкнула привычка Пола Маккартни будить его в полуденное время, когда уже начиналась работа в студии. Журналистка Морин Клив, взявшая у Джона интервью в марте 1966 года, называла его «возможно самым ленивым человеком в Англии» (англ. probably the laziest person in England). Джон Робертсон в своей книге «Полный путеводитель по музыке The Beatles» говорит следующее: «Наполовину наркотическая фантазия, наполовину рассказ Леннона о своей лени, „I’m Only Sleeping“ стала своего рода гимном празднику жизни без забот».
«Love You To» (с англ. — «Люблю тебя до…») — песня Джорджа Харрисона, записанная 11, 13 апреля 1966 года. На момент выпуска альбома это была одна из первых композиций в стиле рага-рока. Харрисон говорил, что хотел сочинить мелодию специально для ситара (англ. I wanted to write a tune that was specifically for the sitar). Для игры на парных индийских барабанах табла был специально приглашён Анил Бхагват. Джон Леннон не участвовал в записи песни.
«Here, There and Everywhere» (с англ. — «Здесь, там и повсюду») — песня дуэта Леннон — Маккартни, записанная 14, 16, 17 июня 1966 года. Текст написан Полом Маккартни. На запись оказал влияние альбом Pet Sounds группы The Beach Boys, вышедший в мае 1966 года. Пол утверждает, что демоверсия песни была готова ещё в марте 1965 года, когда проходили съёмки фильма На помощь! в Австрии.
«Yellow Submarine» (с англ. — «Жёлтая подводная лодка») — песня дуэта Леннон — Маккартни, записанная 26 мая и 1 июня 1966 года. Идея песни принадлежит Полу Маккартни. С текстом ему помогли Джон Леннон и Донован, который придумал строку «Sky of blue and sea of green / In our yellow submarine». Поёт песню Ринго Старр. По словам Пола, «Yellow Submarine» изначально задумывалась для Ринго. В записи хорового припева приняли участие: концертный менеджер группы Нил Эспинолл, его помощник Мэл Эванс, продюсер Джордж Мартин, Донован, Патти Харрисон, звукооператор Джефф Эмерик, Брайан Джонс, Марианна Фэйтфулл и шофёр Альф Биккнелл.
По мотивам песни в 1968 году был снят одноимённый мультфильм «Жёлтая подводная лодка», в создании которого участники The Beatles приняли непосредственное участие.
«She Said, She Said» (с англ. — «Она сказала, она сказала») — песня дуэта Леннон — Маккартни, записанная 21 июня 1966 года. История гласит, что песня была написана Ленноном под впечатлением от слов Питера Фонды, который на одной из вечеринок сообщил, что «знает, каково это — быть мёртвым». Джон принял в тот вечер ЛСД и был напуган подобным заявлением. Эта фраза так и вошла в песню, только местоимение «он» сменилось на «она».
Фактически «She Said, She Said» была записана последней из всех песен альбома Revolver. Джордж Харрисон помог Леннону в создании текста. По его словам, отрывок, использованный в середине «She Said, She Said», был из другой песни. Несмотря на формально указанное авторство дуэта Леннон — Маккартни, Пол не участвовал в записи по причине какой-то мелкой ссоры, и на бас-гитаре вместо него играл Харрисон.

### Вторая сторона
«Good Day Sunshine» (с англ. — «Солнце хорошего дня») — песня дуэта Леннон — Маккартни, записанная 8, 9 июня 1966 года. По словам Пола Маккартни, на запись их вдохновила композиция «Daydream» американской рок-группы The Lovin' Spoonful. Они пытались записать нечто подобное. Текст песни написан преимущественно Полом.
«And Your Bird Can Sing» (с англ. — «И твоя птичка может петь») — песня дуэта Леннон — Маккартни, записанная 26 апреля 1966 года. Авторство текста в основном принадлежит Леннону. Изначальным названием было «You Don’t Get Me». Позже Джон пренебрежительно называл песню бросовой и малоинтересной.
Энергичное гитарное соло, заложенное в основу «And Your Bird Can Sing», исполняется вживую, без наложений Полом Маккартни и Джорджем Харрисоном. Как отмечает Джон Робертсон, в музыкальном плане песня «одна из сильнейших в альбоме, её питает неординарная гитарная мелодия и уверенный вокал Леннона». В списке «100 самых выдающихся гитарных соло» журнала Rolling Stone композиция заняла 69 место.
«For No One» (с англ. — «Ни для кого») — песня дуэта Леннон — Маккартни, записанная 9, 16, 19 мая 1966 года. Пол Маккартни рассказывает, что сочинил её во время своего отпуска в Швейцарии, который он проводил вместе с Джейн Эшер. Первоначальное название было «Why Did It Die?». В записи кроме самого Пола участвовал лишь Ринго, исполнив партию ударных. Специально для записи был приглашён Алан Сивил из Лондонской филармонии. Он сыграл на валторне по нотам, написанным Джорджем Мартином.
«Dr. Robert» (с англ. — «Доктор Роберт») — песня дуэта Леннон — Маккартни, записанная 17, 19 апреля 1966 года. Текст написан преимущественно Джоном Ленноном. Он назвал песню автобиографичной, пояснив, что речь в ней идёт о наркотиках. Пол Маккартни говорит, что идея была навеяна легендой о нью-йоркском докторе Роберте Фрейманне, который своим пациентам вместе с инъекциями витамина B12 вводил изрядные дозы амфетаминов.
«I Want to Tell You» (с англ. — «Хочу сказать тебе») — третья песня Джорджа Харрисона в альбоме Revolver, записанная 2, 3 июня 1966 года. По выражению Джорджа это песня о «потоке мыслей, которые так трудно записать, выразить или передать» (англ. about the avalanche of thoughts that are so hard to write down or say or transmit). Первоначальное наименованием композиции во время записи — «Laxton’s Superb» (так зовётся один из сортов яблок), сменилось в процессе работы на «I Don’t Know», но в итоге песню назвали «I Want to Tell You».
«Got to Get You into My Life» (с англ. — «Должен впустить тебя в мою жизнь») — песня дуэта Леннон — Маккартни. Запись проходила 8, 11 апреля, 18 мая, 17 июня 1966 года. Фактически это вторая песня, записанная для альбома Revolver. Текст принадлежит авторству Маккартни. Джон Леннон высоко оценил «Got to Get You into My Life», назвав её одной из лучших песен Пола. Леннон полагал, что в песне Пол «описал свой опыт с кислотой», но позже выяснилось, что, по утверждению самого Маккартни, песня написана о марихуане. На запись группу вдохновила популярная в ту пору музыка в стиле соул. Специально для записи были приглашены пятеро музыкантов игравших на саксофонах и трубе.
«Тибетская книга мёртвых» на тибетском языке называется «Бардо Тодол», что означает «Освобождение Слушанием на Посмертном Плане». Эта книга снова и снова подчёркивает, что раскрепощённому сознанию достаточно лишь слушать и запоминать наставления о тех последовательных шагах, которые позволяют достичь освобождения.
«Tomorrow Never Knows» (с англ. — «Завтра не узнает никогда») — песня дуэта Леннон — Маккартни, записанная 6, 7, 22 апреля 1966 года. Создание альбома Revolver началось именно с неё. Текст песни Джон Леннон написал после прочтения им книги «Психоделический эксперимент» Тимоти Лири, Ричарда Олперта и Ральфа Мецнера, основанной на тексте «Тибетской книги мёртвых». В частности, в книге приводились сравнения между процессом «умирания эго» при приёме ЛСД и других психоделиков и реальной смертью.
Запись нового альбома начиналась именно с песни «Tomorrow Never Knows», хотя она расположена последней по порядку. Продюсеру Джорджу Мартину Джон сказал, что «хотел бы, чтобы голос звучал, как у Далай-ламы, распевающего песнопения на горной вершине» с тысячью скандирующих тибетских монахов.
Для названия песни Джон Леннон использовал выражение Ринго, так же, как и в случае с «A Hard Day’s Night». Во время интервью для телекомпании «Би-би-си» в начале 1964 года Ринго перефразировал британскую пословицу «Завтра никогда не наступит» (англ. Tomorrow never comes). Получившийся каламбур «Tomorrow Never Knows» не забылся и был использован в названии песни.

## Скандальное заявление Джона Леннона

Обложка июльского номера журнала Datebook 1966 года выпуска. Фраза Леннона — в фиолетовом блоке (третьем сверху)

В марте 1966 года Леннон в интервью лондонской газете Evening Standard обронил неосторожную фразу, сказав следующее:

Христианство уйдёт. Оно исчезнет и усохнет. Не нужно спорить; я прав и будущее это докажет. Сейчас мы более популярны, чем Иисус; я не знаю, что исчезнет раньше — рок-н-ролл или христианство. Иисус был ничего, но его последователи глупы и заурядны. И именно их искажения, на мой взгляд, губят христианство.Оригинальный текст (англ.)Christianity will go. It will vanish and shrink. I needn’t argue about that; I’m right and I will be proved right. We’re more popular than Jesus now; I don’t know which will go first — rock ’n’ roll or Christianity. Jesus was all right but his disciples were thick and ordinary. It’s them twisting it that ruins it for me.
В Великобритании на эту фразу не обратили внимания, но когда через пять месяцев слова Леннона о том, что The Beatles популярнее Иисуса, были помещены на обложку американского журнала Datebook, в США разгорелся скандал. На юге страны, где жители известны своей религиозностью, публично сжигали пластинки The Beatles, радиостанции прекратили транслировать их песни. Даже в Ватикане осудили заявление Джона (в 2008 году Ватикан простил музыканта, заявив, что его фразу можно расценивать как «остроту»).
После выхода альбома Revolver группе предстояло отправиться в концертный тур по Америке. В связи с этим Брайан Эпстайн пытался объяснить прессе, что Леннон всего лишь выразил удивление по поводу популярности The Beatles. Как бы то ни было, размах скандала приобретал угрожающие размеры. Начали поступать угрозы в адрес музыкантов и их семей. В итоге Джон под давлением со стороны репортёров был вынужден извиниться за свои слова на состоявшейся 11 августа пресс-конференции в Чикаго.

Я не говорил всего того, о чём говорят так, будто это говорил я. Мне действительно жаль, что я тогда сказал эту фразу. Я никогда не имел в виду нечто антирелигиозное. Прошу прощения, если это вас обрадует. Мне до сих пор не ясно, что я такого сделал. Я пытался объяснить вам то, о чём в действительности говорил, но если вы хотите, чтобы я просто извинился, и если это сделает вас счастливыми, тогда ладно, мне очень жаль.Оригинальный текст (англ.)I was not saying whatever they’re saying I was saying. I’m sorry I said it really. I never meant it to be a lousy anti-religious thing. I apologise if that will make you happy. I still do not know quite what I've done. I've tried to tell you what I did do, but if you want me to apologise, if that will make you happy, then OK, I’m sorry.
Официальное извинение Леннона во многом повлияло на подавление враждебности в отношении группы, а также на отмену запланированных мероприятий по сожжению пластинок The Beatles в Америке. Но в результате так и не удалось сгладить все последствия. На протяжении американского турне сохранялась напряжённость, а концерты недосчитывались зрителей. К примеру, на последнее выступление в Сан-Франциско было продано порядка 25 000 билетов из 42 500 возможных. Скандал к тому же повлиял на снижение продаж пластинок группы в США. Так, сингл «Yellow Submarine» / «Eleanor Rigby», вышедший одновременно с альбомом Revolver, достиг лишь второй позиции в американском хит-параде Billboard Hot 100.

## Последний концертный тур
В 1966 году состоялись последние концерты The Beatles. Ещё до окончания работ над альбомом Revolver группа выступила 1 мая на лондонском стадионе Уэмбли. Концерт был организован редакцией еженедельника New Musical Express по результатам опроса мнения читателей журнала. Это было последнее концертное выступление музыкантов у себя на родине. Последующие выступления группы состоялись после записи всех песен нового альбома. Тем не менее ни одна из новых композиций не исполнялись на концертах. 24, 25 и 26 июня The Beatles выступали в Германии. С 30 июня по 2 июля они посетили с концертами Японию. 4 июля состоялся концерт на Филиппинах. С 12 по 30 августа группа выступила с последними концертами своего североамериканского турне. Стоимость билетов на концерты The Beatles в США и Канаде колебалась в пределах от $3,75 до $5,75.

### Концертный график

The Beatles после окончания одного из концертов американского турне

1 мая — Стадион Уэмбли, Лондон, Великобритания

 24 июня — Цирк Кроне, Мюнхен, Германия

 25 июня — Grugahalle, Эссен, Германия

 26 июня — Ernst Merck Halle, Гамбург, Германия

 30 июня — 2 июля — Будокан-Холл, Токио, Япония

 4 июля — Rizal Memorial Football Stadium, Манила, Филиппины

 12 августа — International Amphitheatre, Чикаго

 13 августа — Детройт Олимпиа, Детройт

 14 августа — Municipal Stadium, Кливленд

 15 августа — Washington Stadium, Вашингтон

 16 августа — Philadelphia Stadium, Филадельфия

 17 августа — Мэйпл Лиф-гарденс, Торонто

 18 августа — Suffolk Downs Racecourse, Бостон

 19 августа — Mid-South Coliseum, Мемфис

 21 августа — Crosley Field, Цинциннати

 21 августа — Busch Stadium, Сент-Луис

 23 августа — Shea Stadium, Нью-Йорк

 25 августа — Seattle Coliseum, Сиэтл

 28 августа — Dodger Stadium, Лос-Анджелес

 30 августа — Кэндлстик-парк, Сан-Франциско

## Продажи и позиции в хит-парадах
Британский релиз альбома состоялся 5 августа 1966 года. Спустя неделю было распродано порядка 300 000 копий и Revolver достиг первой позиции в британском хит-параде, где оставался в течение семи недель. Общий срок пребывания в хит-параде составил 34 недели. Распространение диска в Англии осуществлялось лейблом Parlophone Records. Одновременно с альбомом в продажу поступил двухсторонний сингл «Yellow Submarine» / «Eleanor Rigby». В хит-парады он попал 11 августа и через семь дней достиг первого места.
В хронологии американских изданий, подготавливаемых компанией Capitol Records, Revolver был одиннадцатой пластинкой группы, изданной в США 8 августа 1966 года. Альбом возглавлял американские хит-парады в течение шести недель. Не вошедшие в американское издание песни «I’m Only Sleeping», «And Your Bird Can Sing» и «Dr. Robert» попали в альбом Yesterday and Today, выпущенный в США 20 июня 1966 года. Как и в случае с британским изданием, одновременно с альбомом в продажу поступил сингл «Yellow Submarine»/«Eleanor Rigby». Однако в американском хит-параде Billboard Hot 100 он достиг лишь второй строчки, что было связано со скандалами, разразившимися в Америке в связи с первоначальной «мясницкой» обложкой (англ. 'Butcher' cover) пластинки Yesterday and Today и фразой Джона Леннона о том, что The Beatles «более популярны, чем Иисус» (англ. We’re more popular than Jesus now).
По данным Американской ассоциации звукозаписывающих компаний альбом Revolver неоднократно сертифицирован как мультиплатиновый.
Альбом до сих пор занимает высокую позицию в хит-параде Billboard Hot 200.

## Отзывы и критика
Мнения музыкальных критиков были крайне положительны. Неоднократно с момента выхода альбома о нём говорили как об одном из лучших за всю историю существования группы. По словам критика Рика Райта, Revolver «не содержит ни одного изъяна. Каждая песня изумительна с начала до конца. Это один из лучших альбомов, записанных когда бы то ни было. <…> Revolver, возможно, не самый амбициозный проект The Beatles, но многие поклонники — включая меня — запомнили его как самый лучший…» В первом выпуске радиопрограммы «Аэростат» Борис Гребенщиков назвал Revolver лучшей записью The Beatles. Все хвалебные отзывы вполне оправданы. Новая пластинка The Beatles была событием в музыкальной индустрии того времени. Как говорит Виктория Горпинко в своей статье, посвящённой альбому, «Revolver доказал, что Beatles не просто идолы тинейджеров, а настоящие художники, занятые поисками нового звучания, новых идей». Егор Летов, лидер рок-группы «Гражданская оборона», в 2005 году называл Revolver своим любимым альбомом из всей дискографии The Beatles (наравне с Magical Mystery Tour) и рекомендовал к обязательному прослушиванию, а также признавался, что при создании своего альбома «Звездопад», состоявшего из кавер-версий советских шлягеров, он планировал включить в него и перепевки известных западных песен 1960-х годов: известно, что в возможный список Летова входила песня The Beatles «I'm Only Sleeping» из того же Revolver..
Стивен Томас Эрлевайн в своей рецензии, опубликованной на сайте Allmusic, отмечает, что записывая альбом, группа начала осваивать новые приёмы звукозаписи, новые музыкальные стили, новую тематику песен. Продолжившиеся эксперименты Джорджа Харрисона с использованием индийских инструментов, наркотический калейдоскоп образности песен Джона Леннона и смелые экскурсы Пола в направлении освоения новых музыкальных стилей — все это, собранное воедино, составило, по мнению Эрлевайна, «крупнейшее чудо» нового альбома Revolver. Дэрил Изли в рецензии, опубликованной в 2007 году на сайте Би-би-си, пишет, что в альбоме собраны «зрелые, сложные и зачастую остроумные работы» группы.
Не обошли стороной и тему влияния наркотиков на творчество участников коллектива. Хотя в 1960-е годы на этом не заостряли внимание, как, к примеру, в случае с цензурой некоторых треков со следующего альбома Sgt. Pepper’s Lonely Hearts Club Band. В современных рецензиях и отзывах критики уже неоднократно отмечали данный аспект. Музыкальный обозреватель журнала Rolling Stone, например, называет новаторскую песню Джона Леннона «Tomorrow Never Knows» попыткой передать ощущения от ЛСД-трипа. Дэвид Медскер в своей статье, опубликованной в журнале PopMatters, вообще заявляет, что «ЛСД чувствуется повсюду», начиная с «She Said, She Said», написанной после ночного трипа Джона Леннона с участниками группы The Byrds и Питером Фондой, вплоть до «Tomorrow Never Knows». В том же тексте Медскер не преминул отметить «Yellow Submarine» как возможную наркотическую балладу № 1 всех времён.
Revolver неоднократно попадал во всевозможные списки лучших альбомов, составляемых различными печатными и интернет-изданиями. В частности, журнал Q поставил в 2000-м году Revolver на первое место в списке «100 величайших британских альбомов». Журнал New Musical Express регулярно включал запись в списки «100 лучших альбомов всех времён». Альбом Revolver был удостоен третьей позиции в списке 500 величайших альбомов всех времён по версии журнала Rolling Stone, а песня «Eleanor Rigby» вошла в список 500 величайших песен всех времён по версии журнала Rolling Stone. В списке «100 лучших альбомов всех времён», составленном британским журналом The Times в 1993 году, запись Revolver была поставлена на 7-е место. В 2016-м году Revolver занял 3-е место в опросе читателей Rolling Stone «10 лучших альбомов, спродюсированных Джорджем Мартином». Журнал The Observer присудил альбому в 2004 году вторую позицию в своём списке «100 величайших британских альбомов», а другое достаточно известное британское издание Uncut — третье место в списке «20 лучших записей 1966 года». Rolling Stone включил диск в список «50 самых стильных записей», в сопроводительной статье говорилось: «Ливерпульская четвёрка настраивается то на волну Дилана, то The Rolling Stones, то The Beach Boys, но им удаётся превзойти их всех вместе взятых» (англ. The Fabs tune into Dylan, the Stones, the Beach Boys, decide to top to top them all). По данным официальной газеты Ватикана L’Osservatore Romano альбом Revolver признан лучшим в жанре рок и поп-музыки.

### Мнения участников группы
По мнению Ринго Старра, в музыкальном плане альбом получился интересным и проработанным благодаря плодотворной студийной работе. Никогда до этого музыканты не тратили столько времени на запись одной пластинки. По словам Пола Маккартни, обычно они отправлялись в студию, имея в запасе порядка восьми наработанных номеров. В данном же случае приходилось сочинять заново весь материал. Участники группы единодушно сходились во мнении, что альбом получился хорошим, Пол даже назвал Revolver их лучшим альбомом (англ. I think it'll be our best album). Джордж Харрисон отмечал сходство с предыдущей записью Rubber Soul, говоря, что для него они подобны двум последовательным выпускам (англ. To me, they could be Volume One and Volume Two).

## Влияние на популярную культуру
На все композиции из альбома Revolver было создано порядка 270 кавер-версий. Кроме того, песни альбома неоднократно использовались в саундтреках ко многим фильмам и телесериалам. Впервые композиции «Yellow Submarine», «Eleanor Rigby» и «Love You To» прозвучали в мультфильме «Жёлтая подводная лодка». В том же 1968 году песня «Yellow Submarine» была использована в саундтреке к эпизоду «All My Loving» телесериала Omnibus. «Eleanor Rigby» звучит в фильме 1985 года «Youth Love, Life Love» и в эпизоде «Good Day Sunshine» телесериала HaShminiya, показанного в 2007 году. Песня «Yellow Submarine» вошла в саундтрек к фильму Isang araw walang Diyos, вышедшему на экраны в 1989 году. В эпизоде «Els Beatles i el Cobi» сериала 60/90, транслировавшегося в 2008 году, также звучит «Yellow Submarine». В популярном телевизионном сериале «Друзья» песня «Here, There and Everywhere» играется на стальных барабанах, когда одна из героинь сериала Фиби Буффе проходит между рядами церкви во время её свадебной церемонии. «Got to Get You into My Life» исполняется в одном из эпизодов 2008 года в эфире телепередачи Banda sonora.

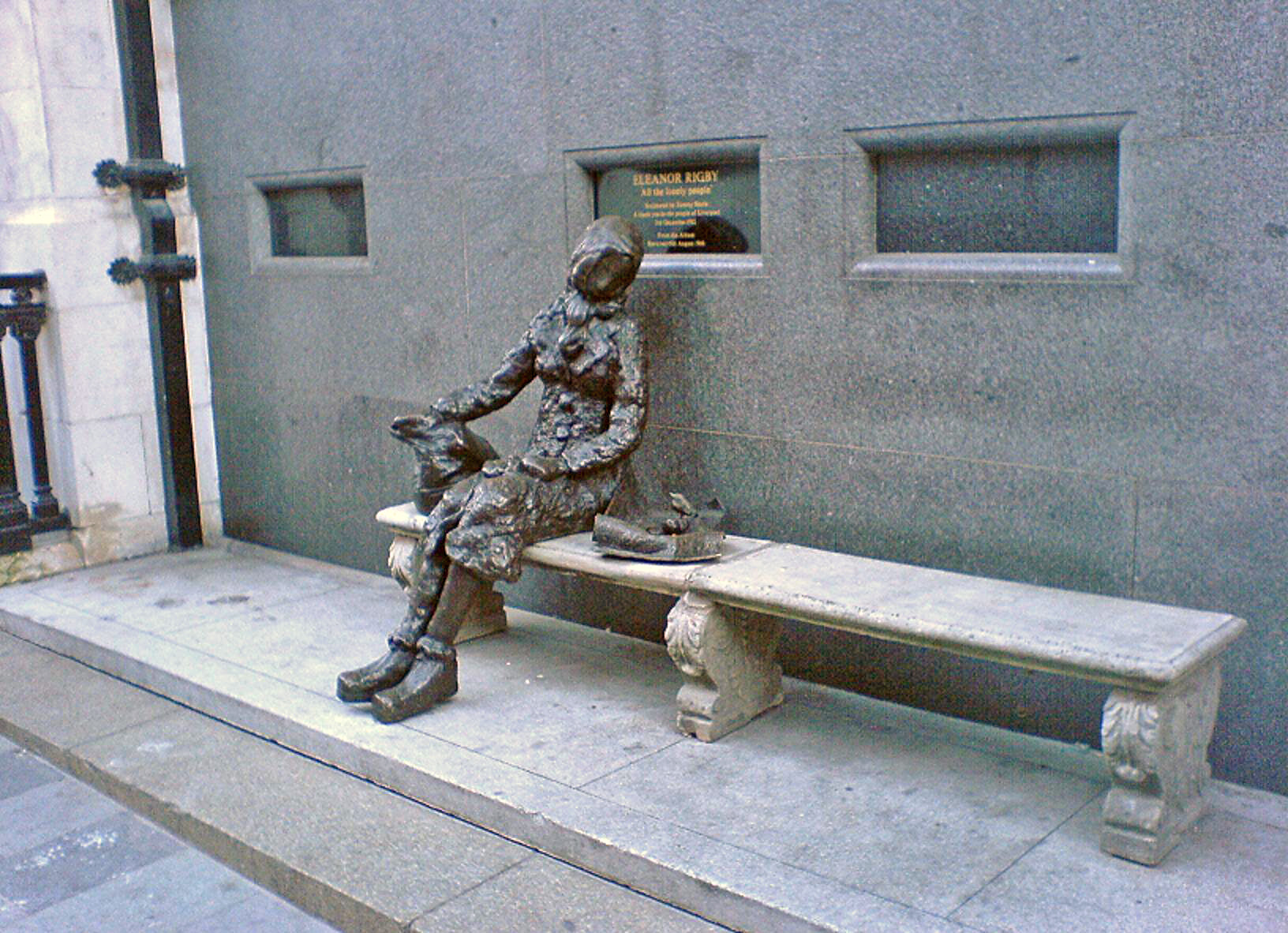
Памятник Элеанор Ригби в Ливерпуле

В честь лирического персонажа песни «Eleanor Rigby» на улице Стэнли Стрит в Ливерпуле в 1982 году был установлен памятник. На табличке рядом со статуей была помещена надпись: Eleanor Rigby. ‘All the lonely people’ (с англ. — «Элеанор Ригби. «Посвящается всем одиноким людям»»).
Джефф Эмерик, звукооператор The Beatles, озаглавил свои мемуары о периоде работы с группой — «Здесь, там и везде: моя студийная работа с The Beatles» (англ. Here, There, and Everywhere: My Life Recording the Music of The Beatles). Книга названа в честь одноимённой песни «Here, There and Everywhere».
В 1960-х годах будущий нобелевский лауреат Иосиф Бродский перевёл песню «Yellow Submarine» для пионерского журнала «Костёр». В одном из своих интервью, опубликованном позже в книге Соломона Волкова «Диалоги с Иосифом Бродским», Бродский говорил, что «тексты, написанные Джоном Ленноном и Полом Маккартни, совершенно замечательные».
Песни из альбома Revolver неоднократно использовались в радиопередаче «Аэростат». Первой песней, которую Борис Гребенщиков включил в дебютном выпуске радиопрограммы 22 мая 2005 года, была «I’m Only Sleeping». В октябрьской передаче 2005 года, посвящённой Джону Леннону, использовалась композиция «Tomorrow Never Knows». В радиопрограмме, приуроченной к дню рождения Джорджа Харрисона, звучала песня «Love You Too». В 57-м выпуске, приуроченном ко дню рождения Пола Маккартни, были использованы аудиозаписи «Eleanor Rigby» и «For No One», опять же из альбома Revolver.

## Список композиций

### Британское издание
| №  | Название                     | Текст песни        | Вокал           | Длительность |
| -- | ---------------------------- | ------------------ | --------------- | ------------ |
| 1. | «Taxman»                     | Джордж Харрисон    | Джордж Харрисон | 2:39         |
| 2. | «Eleanor Rigby»              | Леннон — Маккартни | Пол Маккартни   | 2:07         |
| 3. | «I’m Only Sleeping»          | Леннон — Маккартни | Джон Леннон     | 2:56         |
| 4. | «Love You To»                | Джордж Харрисон    | Джордж Харрисон | 3:01         |
| 5. | «Here, There and Everywhere» | Леннон — Маккартни | Пол Маккартни   | 2:25         |
| 6. | «Yellow Submarine»           | Леннон — Маккартни | Ринго Старр     | 2:42         |
| 7. | «She Said, She Said»         | Леннон — Маккартни | Джон Леннон     | 2:37         |

| №  | Название                      | Текст песни        | Вокал           | Длительность |
| -- | ----------------------------- | ------------------ | --------------- | ------------ |
| 1. | «Good Day Sunshine»           | Леннон — Маккартни | Пол Маккартни   | 2:09         |
| 2. | «And Your Bird Can Sing»      | Леннон — Маккартни | Джон Леннон     | 1:58         |
| 3. | «For No One»                  | Леннон — Маккартни | Пол Маккартни   | 1:55         |
| 4. | «Dr. Robert»                  | Леннон — Маккартни | Джон Леннон     | 2:15         |
| 5. | «I Want to Tell You»          | Джордж Харрисон    | Джордж Харрисон | 2:29         |
| 6. | «Got to Get You into My Life» | Леннон — Маккартни | Пол Маккартни   | 2:30         |
| 7. | «Tomorrow Never Knows»        | Леннон — Маккартни | Джон Леннон     | 2:57         |

### Американское издание
| №  | Название                     | Текст песни        | Вокал           | Длительность |
| -- | ---------------------------- | ------------------ | --------------- | ------------ |
| 1. | «Taxman»                     | Джордж Харрисон    | Джордж Харрисон | 2:39         |
| 2. | «Eleanor Rigby»              | Леннон — Маккартни | Пол Маккартни   | 2:07         |
| 3. | «Love You To»                | Джордж Харрисон    | Джордж Харрисон | 3:01         |
| 4. | «Here, There and Everywhere» | Леннон — Маккартни | Пол Маккартни   | 2:25         |
| 5. | «Yellow Submarine»           | Леннон — Маккартни | Ринго Старр     | 2:40         |
| 6. | «She Said, She Said»         | Леннон — Маккартни | Джон Леннон     | 2:37         |

| №  | Название                      | Текст песни        | Вокал           | Длительность |
| -- | ----------------------------- | ------------------ | --------------- | ------------ |
| 1. | «Good Day Sunshine»           | Леннон — Маккартни | Пол Маккартни   | 2:09         |
| 2. | «For No One»                  | Леннон — Маккартни | Пол Маккартни   | 2:01         |
| 3. | «I Want to Tell You»          | Джордж Харрисон    | Джордж Харрисон | 2:29         |
| 4. | «Got to Get You into My Life» | Леннон — Маккартни | Пол Маккартни   | 2:30         |
| 5. | «Tomorrow Never Knows»        | Леннон — Маккартни | Джон Леннон     | 2:57         |

## Участники
| - The Beatles: - Джон Леннон — гитара, ритм-гитара, орган, фисгармония, бубен, вокал, звуковые эффекты - Пол Маккартни — гитара, фортепиано, бас-гитара, вокал - Джордж Харрисон — соло-гитара, ситар, бубен, вокал, звуковые эффекты - Ринго Старр — ударные, бубен, сенсерро, вокал - Джордж Мартин — продюсер, звукорежиссёр, фортепиано («Good Day Sunshine», «Tomorrow Never Knows»), орган Хаммонда («Got to Get You into My Life»), бэк-вокал - Джефф Эмерик — звукооператор, бэк-вокал | - Нил Эспинолл, Мэл Эванс, Патти Харрисон, Донован — бэк-вокал («Yellow Submarine») - Тони Гилберт, Юрген Хесс, Сидней Сакс, Джон Шарп — скрипка («Eleanor Rigby») - Стефен Шинглс, Джон Андервуд — альт («Eleanor Rigby») - Дерек Симпсон, Норман Джонс — виолончель («Eleanor Rigby») - Лес Конлон, Ян Хаммер, Эдди «Tan Tan» Торнтон — труба («Got to Get You into My Life») - Алан Брэнскомб, Питер Коу — саксофон («Got to Get You into My Life») - Анил Бхагват — табла («Love You To») - Алан Сивил — валторна («For No One») - Аарон Бремнер — фотомонтаж - Клаус Форман — оформление и дизайн обложки - Роберт Уитакер — фотограф |

## Издания альбома
Данные приведены по материалам сайта Discogs.
| Страна         | Дата           | Лейбл                                        | Формат      | Каталог                      |
| -------------- | -------------- | -------------------------------------------- | ----------- | ---------------------------- |
| Великобритания | 5 августа 1966 | Parlophone Records                           | LP (моно)   | PMC 7009                     |
| Великобритания | 5 августа 1966 | Parlophone Records                           | LP (стерео) | PCS 7009                     |
| США Канада     | 8 августа 1966 | Capitol Records                              | LP (моно)   | T 2576                       |
| США Канада     | 8 августа 1966 | Capitol Records                              | LP (стерео) | ST 2576                      |
| Греция         | 1966           | EMI                                          | LP          | 14C 062-04097 YEX 605        |
| Германия       | 1966           | Odeon Records HÖR ZU                         | LP          | SHZE 186                     |
| Италия         | 1966           | EMI ITALIANA S.p.A.                          | LP          | 3C 062-04097 3C 064-04097    |
| Франция        | 1966           | Odeon EMI France Odeon Records               | LP          | 2C 062 04097                 |
| Югославия      | 1966           | Jugoton Records                              | LP          | LSPAR-70760                  |
| Венесуэла      | 1966           | Odeon Records                                | LP (моно)   | MT-1021                      |
| США            | 1971           | Capitol Records                              | LP          | ST-2576                      |
| Новая Зеландия | 1973           | Apple Records World Record Club              | LP          | PCSM 7009 WRC E.3114         |
| Япония         | 1973           | Apple Records                                | LP          | AP-8443                      |
| Япония         | 1976           | Toshiba EMI                                  | LP          | EAS-80556                    |
| США Канада     | 1978           | Capitol Records                              | LP          | SW 2576                      |
| Франция        | 1978           | Odeon EMI France Pathé Marconi EMI           | LP          | 2C 066 — 04.097 2C 066-04097 |
| США            | 1987           | Capitol Records                              | CD          | CDP 7 46441 2                |
| США            | 1987           | Capitol Records                              | LP          | CLJ-46441                    |
| Канада         | 1987           | Capitol Records                              | CD          | C2 0777 7 46441 2 9          |
| Европа         | 1987           | Parlophone Records                           | CD          | CDP 7 46441 2                |
| Япония         | 1998           | Apple Records Parlophone Records Toshiba EMI | CD          | TOCP-51117                   |
| США Европа     | 2009           | Apple Records Parlophone Records             | CD          | 0946 3 82417 2 0             |